# Vorgabe (Go)
Die Vorgabe (jap. 手合 teai) ist beim Brettspiel Go die übliche Form des Handicaps. Durch Vorgabe werden Partien mit ausgeglichenen Siegchanchen zwischen unterschiedlich starken Spielern möglich.
Ein Spiel ohne Vorgabe wird als „Gleichaufpartie“  (jap. tagaisen) bezeichnet. Hierbei beginnt Schwarz am leeren Spielbrett, und üblicherweise wird der Anzugsvorteil durch Komi ausgeglichen.
Im Gegensatz dazu beginnt eine Vorgabepartie mit einer gewissen Anzahl von schwarzen Steinen auf dem Brett. Nachdem Weiß den ersten weißen Stein setzt, wird wieder abwechselnd fortgesetzt. Schwarz hat damit einen Vorsprung beim Aufbau seiner Stellungen und eine bessere Ausgangslage für Kämpfe.

## Details

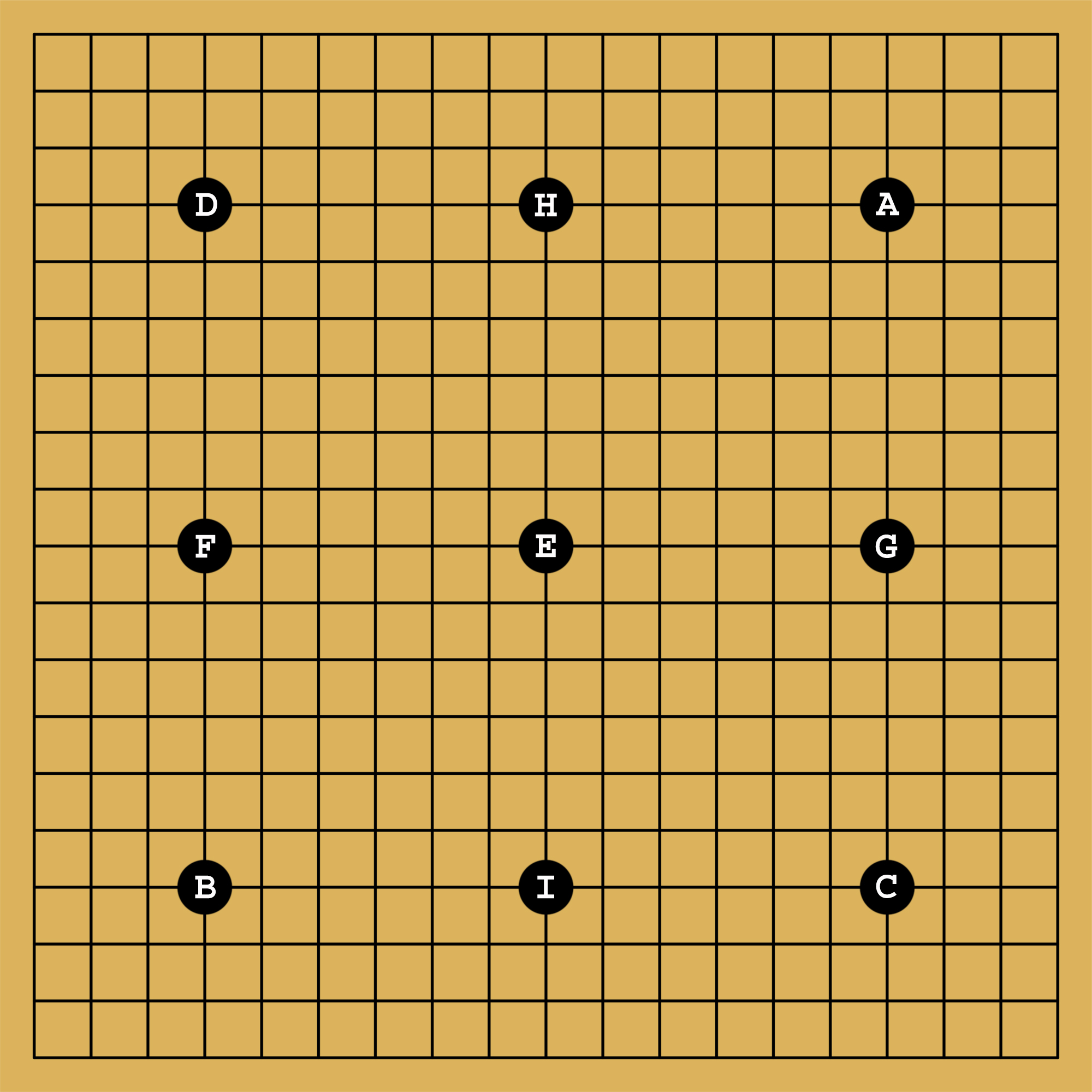
Reihenfolge und Platzierung der Vorgabesteine auf den Hoshi. Bei 6 und bei 8 Vorgabe bleibt die Mitte (Tengen) ohne Vorgabestein, d. h. das „E“ im Diagramm wird übersprungen.

Nach der japanischen Tradition sind für jede Anzahl von Vorgabesteinen deren Positionen fix vorgegeben. Dabei beträgt die maximale Anzahl neun.
Die hierbei verwendeten Brettpunkte sind die neun „Sternpunkte“ (hoshi), die auf Go-Brettern durch kleine scheibchenförmige Markierungen hervorgehoben sind.
Aus China kommt daneben das Verfahren der freien Vorgabe, das heißt, dass der schwächere Spieler sich die Position seiner Vorgabesteine aussuchen kann.
In Vorgabepartien wird im Allgemeinen ohne Komi oder mit einem halben Punkt Komi (d. h. Sieg für Weiß statt Unentschieden) gespielt, es sei denn, dass man Komipunkte zur Feinjustierung des schwarzen Vorteils verwendet. Im letzteren Fall kommt auch negatives Komi vor, also Punktegutschrift für Schwarz.
Eine Vorgabe von einem Stein würde darauf hinauslaufen, dass Schwarz den ersten und Weiß den zweiten Stein auf dem Brett platzieren darf wie in einer Gleichaufpartie. Daher verwendet man für eine Vorgabe von 1 keinen einzelnen Vorgabestein, sondern beginnt wie bei einem Spiel ohne Vorgabe, rechnet aber Weiß bei Spielende nicht das übliche Komi an.
Die Lage der meisten Vorgabepunkte auf der vierten Reihe (vom Brettrand aus gezählt) entspricht nach der Eröffnungstheorie des Go einer Spielweise, die zunächst den Einfluss der Steine auf dem Brett zu entfalten sucht (im Gegensatz zu Eröffnungszügen auf der dritten Reihe, die tendenziell eher dem direkten Aufbau von Gebiet zugutekommen).
Auf dem kleinen 9×9-Brett wird bei der Vorgabe die dritte Reihe verwendet.
Um die Gewinnchancen auszugleichen, muss die Anzahl der Vorgabesteine dem Unterschied in den Fähigkeiten der Gegner angepasst sein.
Zwei Spieler, die oft miteinander spielen, können beispielsweise vereinbaren, dass nach einer gewissen Anzahl aufeinanderfolgender Siege desselben Spielers (in der Edo-Zeit waren das traditionell vier) die Vorgabe angepasst wird. Gewinnt also beispielsweise der Schwächere viermal hintereinander Spiele mit drei Vorgabesteinen, wird er im nächsten nur noch zwei nehmen. Auf diese Weise pendelt sich die Vorgabe bei einem Wert ein, der eine ausgeglichene Gewinnstatistik begünstigt.
Eine Partie, deren Ausgang nach einer solchen Regel über die Vorgabe ab der nächsten Partie entscheidet, wird kadoban genannt.
Vor der Einführung des Komi hatte Schwarz auch ohne besondere Vorgabe einen merklichen Vorteil, und für einen fairen Vergleich zweier Gegner war man darauf angewiesen, mindestens zwei Begegnungen auszutragen, wobei die Farbe wechselte. Vor diesem Hintergrund ist das alte japanische System zu verstehen, bei dem es eine Vorgabe darstellte, dass ein Spieler von je drei Spielen bei zweien die schwarzen Steine führte (sen-ai-sen). Die nächsthöhere Vorgabe war josen, Schwarz in allen Spielen, noch höher sen-ni, je zwei Spiele mit zwei Vorgabesteinen und eines ohne als Schwarz.
Bei Lehrpartien wird oft auf Vorgabe verzichtet.

## Vorgabe und Einstufung
Die Erfahrung zeigt, dass sich mit der individuell ermittelten Anzahl von Vorgabesteinen eine Intervallskala von Spielstärken der Go-Spieler insgesamt aufstellen lässt.
Wenn zwischen zwei Spielern A und B eine Vorgabe {\displaystyle x} angemessen ist und zwischen B und C eine Vorgabe {\displaystyle y}, so ist zwischen A und C in der Regel eine Vorgabe von {\displaystyle x+y} ungefähr angemessen. (Bei solchen Rechnungen gilt Gleichaufspiel als Vorgabe 0, und die Richtung der Vorgabe ist durch Vorzeichen zu berücksichtigen.)
So beruht die übliche Einstufung von Go-Spielern in Kyu- und Dan-Grade im Amateurbereich auf der Vorgabe, wobei eine Rangstufe einem Vorgabestein auf dem 19×19-Brett entspricht.
Auf den kleineren Brettern mit 81 oder 169 Punkten, auf denen ein einzelner Stein einen entsprechend größeren Anteil am Spielgeschehen hat, wird bei gegebenem Spielstärkeunterschied die Zahl der Vorgabesteine geringer gewählt. Nach verschiedenen Empfehlungen ist eine um den Faktor 2 bis 3 geringere Anzahl auf dem 13×13-Brett angemessen, auf dem 9×9-Brett dementsprechend noch weniger. Hierbei wird zur Feinabstimmung des Handicaps häufig die Höhe des Komi variiert.
Viele kleine Bretter, insbesondere die 9×9-Bretter, weisen auch nur vier oder fünf Hoshi-Markierungen auf.
Die mit den Vorgaben gebildete Spielstärkeskala ist nicht linear, was die Gleichauf-Gewinnwahrscheinlichkeiten betrifft; die gleiche Anzahl Vorgabesteine kann statistisch unter insgesamt besseren Spielern ein größeres Ungleichgewicht der Siegchanchen ausgleichen als bei schlechteren. Beispielsweise gewinnt ein 1. Dan gegen einen 3. Dan ohne die in Freundschaftsspielen angebrachten zwei Vorgabesteine nur in etwa 25 % der Fälle, während ein 10. Kyu gegen einen 8. Kyu ohne Vorgabe eine Gewinnchance von ca. 40 % hat.
Im Profisport und auf Turnieren wird im Allgemeinen ohne Vorgabe gespielt. Allerdings gibt es bei manchen Amateurturnieren eine verminderte Vorgabe, die den sportlichen Vorteil der höheren Spielstärke nicht gänzlich zunichtemacht. Dazu wird, wenn die rechnerisch angezeigte Anzahl der Vorgabesteine einen gewissen Wert – oft 1 oder 2 – übersteigt, dieser von der Vorgabe abgezogen; sonst wird gleichauf gespielt.
Der Vorteil einer Vorgabe von „1“ (Spiel ohne Komi) lässt sich so ausdrücken, dass Schwarz während des Spiels durchschnittlich einen halben Stein mehr auf das Brett gebracht hat als Weiß. Daran gemessen ist der Unterschied zu einem ausgeglichenen Spiel also nur halb so groß wie der zwischen Vorgaben von {\displaystyle n} und {\displaystyle n+1} Steinen. Diese Unregelmäßigkeit wurde im Einstufungssystem der Spielklassen berücksichtigt. Ein Unterschied von einer Spielklasse entspricht einem halben Vorgabestein. In Deutschland ist diese Skala im letzten Viertel des 20. Jahrhunderts außer Gebrauch gekommen, in den Niederlanden ist sie noch anzutreffen.